# 알바니아 축구 협회

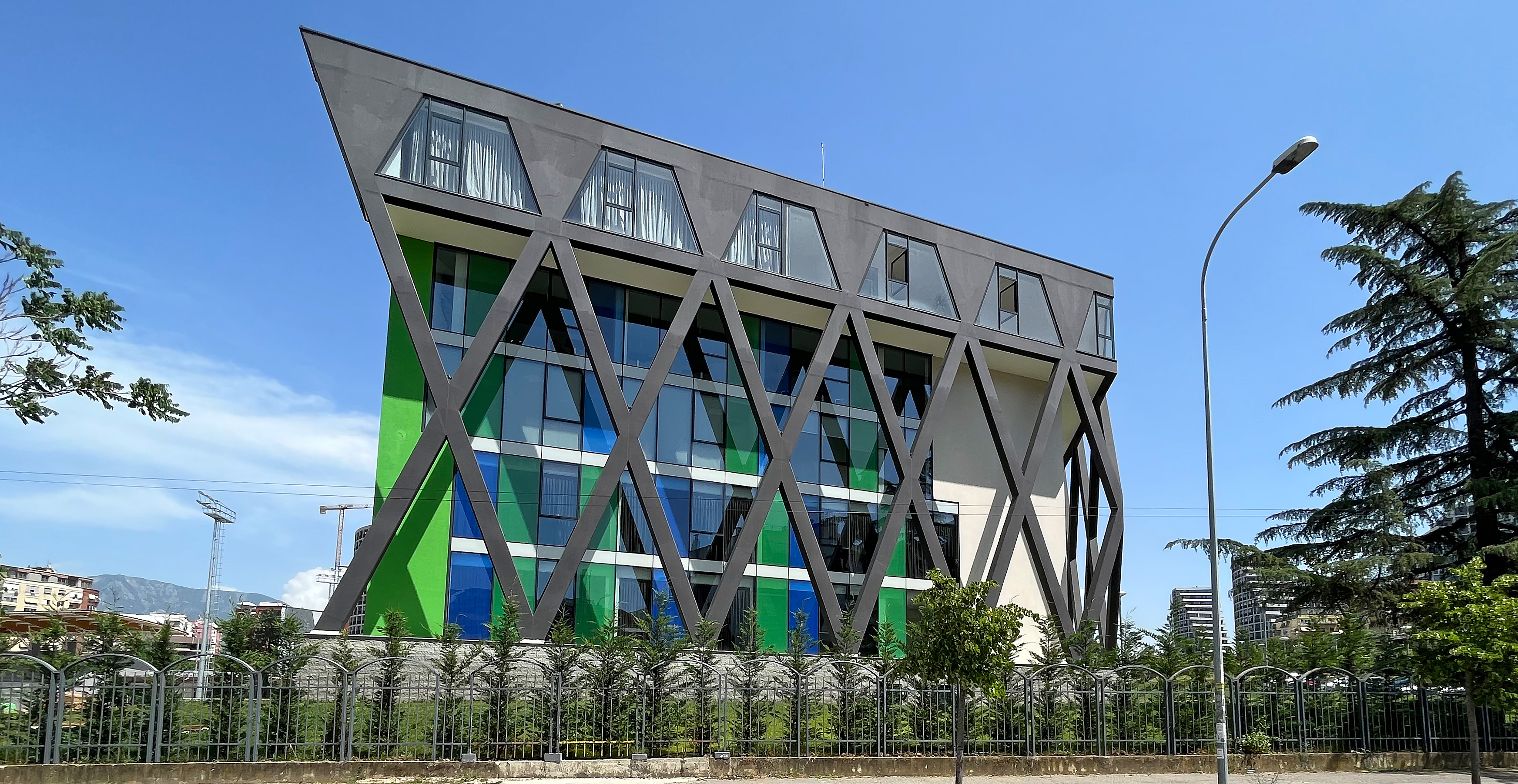

알바니아 축구 협회(알바니아어: Federata Shqiptare e Futbollit)는 알바니아에서 축구 행정을 총괄하는 스포츠 단체이다.

## 역사
알바니아 축구 협회는 1930년 6월 6일에 설립되었으며 1932년 6월 12일부터 16일까지의 대회 중 FIFA에 가입했다. 알바니인 축구 협회는 1954년 UEFA의 창립 멤버 중 하나이다
2008년 3월 14일, FSHF는 "심각한 정치적 간섭"의 문제로 FIFA에 의해 활동이 정지 되었다. 이는 자국 대표팀의 공식 경기 출전 금지, 대표단의 공식 행사 출전 금지, 심판이 FIFA 승인 경기를 주관할 수 없음을 의미한다. 금지령은 이후 조사 중이던 정치적 개입 관련 논란이 명확히 밝혀지고 난 뒤 해제되었고 2008년 5월 27일 알바니아는 폴란드 와 친선 경기를 가졌다.
FSHF의 현재 회장인 아르망 두카는 2002년부터 이 직책을 맡았으며 2010년에 세 번째 임기에 대한 선거에서 승리했다
2009년 FSHF와 알바니아 정부 사이의 케밀 스타파 경기장의 재산에 대한 논쟁 중. UEFA는 경기장에 대한 투자가 이루어질 수 있도록 경기장을 FSHF 소유권에 넘겨야 한다고 주장했다. 결국 2011년 2월 현재 경기장을 대체하고 6천만 유로의 비용이 들게 될 새 경기장을 FSHF의 75%, 알바니아 정부의 25%가 차지하기로 결정했다.

## 같이 보기
- 알바니아 축구 국가대표팀